# UEFA Nations League 2022-2023 (fase finale)
Questa voce raccoglie un approfondimento sulle gare della fase finale dell'UEFA Nations League 2022-2023. Essa si è disputata tra il 14 e 18 giugno 2023 nei Paesi Bassi tra le quattro squadre vincitrici della Lega A. La Francia era la squadra campione in carica, ma non è riuscita a qualificarsi per la fase finale, avendo concluso il proprio girone al terzo posto. La Spagna ha battuto in finale la Croazia 5-4 ai tiri di rigore, dopo lo 0-0 dei tempi supplementari, conquistando il primo successo nella manifestazione.

## Formula
La fase finale si è disputata nel mese di giugno 2023 tra le quattro squadre vincitrici della Lega A. Le quattro squadre vincitrici dei gruppi hanno avuto la certezza di essere inseriti in gruppi di qualificazione da cinque squadre per le qualificazioni al campionato europeo di calcio 2024, per consentire la calendarizzazione delle loro giornate di riposo in concomitanza con la fase finale della UEFA Nations League.
La fase finale, scelta tra le quattro finaliste, si è svolta nei Paesi Bassi, in due città, Rotterdam e Enschede. Gli accoppiamenti delle semifinali sono stati decisi per sorteggio tra le quattro vincitrici dei gironi della Lega A. Per scopi amministrativi, la squadra ospitante della fase finale, i Paesi Bassi, viene allocata nella prima semifinale. Tutti gli incontri vedono l'utilizzo della goal-line technology e del VAR.
Svolgendosi ad eliminazione diretta, le gare prevedono tempi supplementari e tiri di rigore per risolvere l'eventuale parità al termine dei 90 minuti. Per la finale del terzo posto in caso di parità di punteggio non sono previsti tempi supplementari, con l'incontro deciso direttamente ai tiri di rigore.

## Scelta della nazione ospitante
La fase finale si è svolta nei Paesi Bassi (in qualità di squadra vincitrice del gruppo A4), in due città, Rotterdam e Enschede.

## Date
| Fase        | Turno           | Date              |
| ----------- | --------------- | ----------------- |
| Fase finale | Semifinali      | 14–15 giugno 2023 |
| Fase finale | Finale 3º posto | 18 giugno 2023    |
| Fase finale | Finale          | 18 giugno 2023    |

## Squadre partecipanti
| Gruppo | Nazionale   | Data di qualificazione |
| ------ | ----------- | ---------------------- |
| A1     | Croazia     | 25 settembre 2022      |
| A2     | Spagna      | 27 settembre 2022      |
| A3     | Italia      | 26 settembre 2022      |
| A4     | Paesi Bassi | 25 settembre 2022      |

## Stadi
| Rotterdam Enschede | Rotterdam         | Enschede         |
| ------------------ | ----------------- | ---------------- |
| Rotterdam Enschede | Stadio Feijenoord | De Grolsch Veste |
| Rotterdam Enschede | Capienza: 51 117  | Capienza: 30 205 |
| Rotterdam Enschede |                   |                  |

## Tabellone
|  | Semifinali | Semifinali    | Semifinali   |              |         | Finale          | Finale          | Finale          |  |
|  |            |               |              |              |         |                 |                 |                 |  |
|  | A4         | Paesi Bassi   | 2            |              |         |                 |                 |                 |  |
|  | A4         | Paesi Bassi   | 2            |              |         |                 |                 |                 |  |
|  | A1         | Croazia (dts) | 4            |              |         |                 |                 |                 |  |
|  | A1         | Croazia (dts) | 4            |              | Croazia | Croazia         | 0 (4)           |                 |  |
|  |            |               |              |              | Croazia | Croazia         | 0 (4)           |                 |  |
|  |            |               | Spagna (dtr) | Spagna (dtr) | 0 (5)   |                 |                 |                 |  |
|  | A2         | Spagna        | Spagna (dtr) | Spagna (dtr) | 0 (5)   | 2               |                 |                 |  |
|  | A2         | Spagna        |              |              |         | 2               |                 |                 |  |
|  | A3         | Italia        | 1            |              |         | Finale 3º posto | Finale 3º posto | Finale 3º posto |  |
|  | A3         | Italia        | 1            |              |         |                 |                 |                 |  |
|  |            |               |              |              |         |                 |                 |                 |  |
|  |            |               |              |              |         | Paesi Bassi     | Paesi Bassi     | 2               |  |
|  |            |               |              |              |         | Paesi Bassi     | Paesi Bassi     | 2               |  |
|  |            |               |              |              |         | Italia          | Italia          | 3               |  |

## Semifinali
| Arbitro: | István Kovács |

|                      |           |                                                                 |
| Malen 34’ Lang 90+6’ | Marcatori | 55’ (rig.) Kramarić 72’ Pašalić 98’ Petković 116’ (rig.) Modrić |

| Arbitro: | Slavko Vinčić |

|                    |           |                     |
| Pino 3’ Joselu 88’ | Marcatori | 11’ (rig.) Immobile |

## Finale 3º posto
| Arbitro: | Glenn Nyberg |

|                            |           |                                    |
| Bergwijn 68’ Wijnaldum 89’ | Marcatori | 6’ Dimarco 20’ Frattesi 72’ Chiesa |

## Finale
| Arbitro: | Felix Zwayer |

|                                               |                      |                                              |
| Vlašić Brozović Modrić Majer Perišić Petković | Tiri di rigore 4 – 5 | Joselu Rodri Merino Asensio Laporte Carvajal |

## Statistiche

### Classifica marcatori
1 rete
- Andrej Kramarić
- Luka Modrić
- Mario Pašalić
- Bruno Petković
- Federico Chiesa

- Federico Dimarco
- Davide Frattesi
- Ciro Immobile
- Steven Bergwijn
- Noa Lang

- Donyell Malen
- Georginio Wijnaldum
- Joselu
- Yéremi Pino